# Nico Empen
Nico Empen (* 11. Januar 1996 in Husum) ist ein deutscher Fußballspieler.

## Karriere

### Verein
In der Jugend spielte Empen bis 2010 beim Rödemisser SV und von 2010 bis 2012 bei Holstein Kiel, ehe er in der Jugendabteilung des FC St. Pauli landete. Zwei Spielzeiten absolvierte er für die U19 in der A-Junioren-Bundesliga und wurde in der Spielzeit 2014/15 mit 26 Treffern Torschützenkönig in seiner Staffel Nord/Nordost. Im Mai 2014 lief Empen erstmals für die 2. Mannschaft des FC St. Pauli in der Regionalliga Nord auf und wurde ab der Spielzeit 2015/16 fester Bestandteil dieser. Nur eine Spielzeit später 2016/17 wurde Empen Teil der 1. Mannschaft in der 2. Fußball-Bundesliga. Hier debütierte Empen am 20. November 2016 (13. Spieltag) bei der 0:1-Niederlage gegen Fortuna Düsseldorf. In dieser Partie kam er in der 73. Minute für Waldemar Sobota aufs Feld. Einen weiteren Einsatz gab es wenige Wochen später am 17. Spieltag beim 1:1 gegen den VfL Bochum, wo er zur 2. Hälfte für Marc Hornschuh ins Spiel kam.
Im Januar 2017 wechselte er in die Regionalliga Nord zur SC Weiche Flensburg 08. In der Spielzeit 2017/18 wurde er mit dem Verein Meister, unterlag mit Flensburg aber in den Aufstiegsspielen zur 3. Fußball-Liga denkbar knapp an Energie Cottbus. Allerdings konnte er mit dem Club mit einem 3:0 über den Husumer SV den Schleswig-Holstein-Pokal gewinnen und sich somit die Teilnahme am DFB-Pokal sichern. So traf er mit dem Club am 19. August 2018 in der 1. Hauptrunde des DFB-Pokals 2018/19 auf den Vfl Bochum. Die Partie konnte Flensburg mit 1:0 für sich entscheiden und zog in die 2. Runde ein, Empen absolvierte das Spiel von Beginn an. In der 2. Runde folgte eine 1:5-Niederlage gegen den SV Werder Bremen und somit schied er mit Flensburg aus dem Pokal aus. In der Liga beendete er mit seinem Club die Saison auf Platz 4, zudem zog er erneut mit Flensburg ins Finale des Schleswig-Holstein-Pokals ein, wo man diesmal allerdings mit 0:1 dem VfB Lübeck unterlag.
Am 1. Juli 2019 schloss Empen sich dem SV Rödinghausen in der Regionalliga West an. Aufgrund gesundheitlicher Probleme – u. a. Pfeiffersches Drüsenfieber – kam Empen kaum auf Spielzeit. Sechs Einsätze in der Liga sowie drei Partien im Westfalenpokal konnte er für die 1. Mannschaft verbuchen. Auch für die Zweitvertretung der Rödinger in der Westfalenliga absolvierte er vier Spiele mit zwei Treffern. Sein eigentliches Arbeitspapier beim SV Rödinghausen wäre bis 2021 gelaufen, wurde jedoch am 24. Januar 2020 auf eigenen Wunsch mit sofortiger Wirkung aufgelöst.
Danach kehrte er noch im Januar 2020 an seine alte Wirkungsstätte beim SC Weiche Flensburg zurück. Empen gewann 2021 mit Flensburg erneut den Schleswig-Holstein-Pokal. Insgesamt war er für 3 Spielzeiten beim Verein aktiv, er kam in sowohl in der Regionalliga Nord als auch in der Oberliga Schleswig-Holstein für die 2. Mannschaft zum Einsatz. Zur Spielzeit 2023/2024 schloss Nico Empen sich dann dem Verbandsligisten Rot Blau Obere Treene an.

### Nationalmannschaft
Empen kam am 16. November 2013 beim U18-Freundschaftsspiel gegen Tschechien U18 zum Einsatz. Er stand in der Startelf und wurde in der 77. Minute für Sinan Kurt ausgewechselt, das Spiel endete 2:2.

## Erfolge
- A-Junioren-Bundesliga-Torschützenkönig: 2014/15 – 26 Tore
- SHFV-Pokal-Sieger: 2018 & 2021
- Fußball-Regionalliga Nord-Meister: 2017/18 & 2020/21
- Fußball-Regionalliga West-Meister: 2019/20 (Nur in der Hinrunde beim SV Rödinghausen aktiv gewesen)